# Rising Sun/Heart, Mind and Soul
Rising Sun/Heart, Mind and Soul – piąty singel południowokoreańskiego zespołu TVXQ, wydany w Japonii 8 marca 2006 roku przez Rhythm Zone. Został wydany w dwóch edycjach: limitowanej CD+DVD oraz regularnej CD. Osiągnął 22 pozycję w rankingu Oricon i pozostał na liście przez 6 tygodni, sprzedał się w nakładzie 7376 egzemplarzy w Japonii i 8311 w Korei Południowej.
„Rising Sun” to japońska wersja piosenki z koreańskiego albumu – Rising Sun.

## Lista utworów

### CD
| CD | CD                                      | CD                 | CD            | CD                      | CD      |
| Nr | Tytuł utworu                            | Tekst              | Kompozycja    | Aranżacja               | Długość |
| -- | --------------------------------------- | ------------------ | ------------- | ----------------------- | ------- |
| 1. | „Rising Sun”                            | m.c.A・T           | Yoo Young-jin | Yoo Young-jin           | 4:42    |
| 2. | „Heart, Mind and Soul”                  | Mai Osanai, S.O.S. | S.O.S.        | S.O.S.                  | 5:11    |
| 3. | „Heart, Mind and Soul” (A capella ver.) | Mai Osanai, S.O.S. | S.O.S.        | S.O.S., HIDEKI NINOMIYA | 3:15    |
| 4. | „Rising Sun” (Less Vocal)               |                    | Yoo Young-jin | Yoo Young-jin           | 4:42    |
| 5. | „Heart, Mind and Soul” (Less Vocal)     |                    | S.O.S.        | S.O.S.                  | 5:11    |

### CD+DVD
| CD | CD                                  | CD                 | CD            | CD            | CD      |
| Nr | Tytuł utworu                        | Tekst              | Kompozycja    | Aranżacja     | Długość |
| -- | ----------------------------------- | ------------------ | ------------- | ------------- | ------- |
| 1. | „Rising Sun”                        | m.c.A・T           | Yoo Young-jin | Yoo Young-jin | 4:42    |
| 2. | „Heart, Mind and Soul”              | Mai Osanai, S.O.S. | S.O.S.        | S.O.S.        | 5:11    |
| 3. | „Rising Sun” (Less Vocal)           |                    | Yoo Young-jin | Yoo Young-jin | 4:42    |
| 4. | „Heart, Mind and Soul” (Less Vocal) |                    | S.O.S.        | S.O.S.        | 5:11    |

| DVD | DVD                       | DVD     |
| Nr  | Tytuł utworu              | Długość |
| --- | ------------------------- | ------- |
| 1.  | „Rising Sun” (Video Clip) |         |
| 2.  | „Interview”               |         |